# Nectandra
Nectandra es un género de plantas con flores perteneciente a la familia  Lauraceae. 

## Descripción
Son árboles o arbustos; hermafroditas. Las hojas alternas, enteras, glabras o con pubescencia variada, pinnatinervias. Las inflorescencias axilares o pseudoterminales, paniculadas, las últimas divisiones cimosas, mayormente algo pubescentes, las flores son pequeñas, raramente más de 1 cm de diámetro, blancas o verdosas; tépalos iguales. El fruto es una baya asentada sobre una cúpula poco profunda.

## Evolución, filogenia y taxonomía
Un género neotropical con 114 especies; 11 especies se encuentran en Nicaragua. Este tratamiento se basa en la revisión de Rohwer. Nectandra puede resultar difícil de separar de Ocotea, pero los mejores caracteres para diferenciarlos son la posición de los lóculos en la antera (en un arco en Nectandra, en 2 hileras en Ocotea), la presencia de pubescencia papilosa y el hecho de que en Nectandra los tépalos son fusionados en la base misma y caen como una unidad en las flores viejas, mientras que éstos son libres y caen individualmente en Ocotea. Muchas especies son maderables.

## Especies seleccionadas
- Nectandra acutifolia
- Nectandra amazonum
- Nectandra angusta, J.G.Rohwer
- Nectandra apiculata, J.G.Rohwer
- Nectandra astyla, J.G.Rohwer
- Nectandra aurea, J.G.Rohwer
- Nectandra baccans, (Meissner) Mez
- Nectandra barbellata, Coe-Teixeira
- Nectandra bartlettiana, Lasser
- Nectandra bicolor, J.G.Rohwer
- Nectandra brittonii, Mez
- Nectandra brochidodroma, J.G.Rohwer
- Nectandra canaliculata, J.G.Rohwer
- Nectandra caudatoacuminata, O.C.Schmidt
- Nectandra cerifolia, J.G.Rohwer
- Nectandra citrifolia, Rusby
- Nectandra coeloclada, J.G.Rohwer
- Nectandra cordata, J.G.Rohwer
- Nectandra crassiloba, J.G.Rohwer
- Nectandra cufodontisii, (O.C.Schmidt) C.K.Allen
- Nectandra dasystyla, J.G.Rohwer
- Nectandra debilis, Mez
- Nectandra embirensis, Coe-Teixeira
- Nectandra filiflora, J.G.Rohwer
- Nectandra fragrans, J.G.Rohwer
- Nectandra fulva, J.G.Rohwer
- Nectandra gracilis, J.G.Rohwer
- Nectandra grisea, J.G.Rohwer
- Nectandra guadaripo, J.G.Rohwer
- Nectandra herrerae, O. C. Schmidt
- Nectandra heterotricha, J.G.Rohwer
- Nectandra hirtella, J.G.Rohwer
- Nectandra hypoleuca, Hammel
- Nectandra impressa, Mez
- Nectandra japurensis, Nees
- Nectandra krugii, Mez
- Nectandra latissima J.G.Rohwer
- Nectandra leucantha Nees & Mart.
- Nectandra leucocome, J.G.Rohwer
- Nectandra longipetiolata, van der Werff
- Nectandra matogrossensis, Coe-Teixeira
- Nectandra matudai, Lundell
- Nectandra micranthera, J.G.Rohwer
- Nectandra microcarpa, Meissner
- Nectandra mínima, J.G.Rohwer
- Nectandra mirafloris, van der Werff
- Nectandra obtusata, Rohwer
- Nectandra ólida, Rohwer
- Nectandra paranaensis, Coe-Teixeira
- Nectandra parviflora, J.G.Rohwer
- Nectandra psammophila, Nees
- Nectandra pseudocotea, Allen & Barneby ex Rohwer
- Nectandra pulchra, O. C. Schmidt
- Nectandra ramonensis, Standley
- Nectandra reflexa, J.G.Rohwer
- Nectandra rudis, C. K. Allen
- Nectandra ruforamula, J.G.Rohwer
- Nectandra salicina, C. K. Allen
- Nectandra smithii, C. K. Allen
- Nectandra sordida, J.G.Rohwer
- Nectandra spicata, Meissner
- Nectandra subbullata, J.G.Rohwer
- Nectandra truxillensis, (Meissner) Mez
- Nectandra utilis, J.G.Rohwer
- Nectandra venulosa, Meissner
- Nectandra warmingii, Meissner
- Nectandra weddellii, Meissner
- Nectandra wurdackii, C. K. Allen & Barneby ex Rohwer
- Nectandra yarinensis, O. C. Schmidt